# Елгарія
Елгарія (Elgaria) — рід ящірок з родини веретіницевих. Має 7 видів. Інша назва «крокодиляча ящірка».

## Опис
Загальний розмір представників цього роду коливаються від 25 до 50 см. шкіри коричневого, оливкового, жовтуватого кольору. У деяких видів є поперечні смуги. Голова витягнута, тулуб стрункий й стиснутий. Формою нагадує крокодила. Хвіст стиснутий з боків. Кінцівки короткі та міцні. Щелепи досить потужні.

## Спосіб життя
Полюбляють степи, поля, сади, трав'янисту місцину. Активні вдень. Харчуються комахами та іншими безхребетними.
Це яйцекладні ящірки. Самиці відкладають до 12 яєць.

## Розповсюдження
Це ендемік Північної Америки. Мешкає від Мексики до Канади.

## Види
- Elgaria cedrosensis
- Elgaria coerulea
- Elgaria kingii
- Elgaria multicarinata
- Elgaria panamintina
- Elgaria paucicarinata
- Elgaria velazquezi